# Paweł Krawczyk (muzyk)
Paweł Krawczyk (ur. 10 września 1972 w Warszawie) – polski multiinstrumentalista , kompozytor i producent muzyczny. Od 1999 roku gitarzysta zespołu Hey. W 2020 współtworzył z Joanną Prykowską duet Anieli. Były członek grup Ahimsa i Houk.
Jest głównym autorem muzyki na albumach zespołu Hey, od momentu dołączenia do niego w 2001. Wraz z Katarzyną Nosowską, swoją żoną, prowadził audycję „Tranzytem do niebytu” w nieistniejącym już radiu Roxy FM. Od 2017 roku zajmuje się głównie produkcją muzyczną. Jest producentem płyt m.in. Małgorzaty Ostrowkiej, duetu Nosowska/Król.